# ليو باري
ليو باري هو محامي وقاضي وسياسي كندي، ولد في 7 أغسطس 1943.